# 2006 w informatyce
Kalendarium informatyczne 2006 roku
- 4 stycznia – na targach CES zaprezentowano Blu-ray[1].
- 5 stycznia – na rynku pojawiły sie Intel Core, Intel Core Duo i Viiv[1].
- 26 stycznia – wprowadzono jQuery[1].
- 21 marca – założono Twttr (później Twitter)[1].
- 5 kwietnia – Apple wprowadziło Boot Camp umożliwiający uruchomienie systemu Windows XP firmy Microsoft na swoich komputerach[1].
- 26 kwietnia – WinZip przeszedł na własność firmy Corel[1].
- 28 kwietnia – Google uruchomiło usługę Google Translate[2].
- kwiecień – Google uruchomiło Google Calendar[1].
- 16 maja – na rynek trafił MacBook firmy Apple[1].
- maj – na rynku pojawiło się gniazdo procesorów Socket AM2 firmy AMD[1].
- 1 czerwca – ukazała się dystrybucja Linuksa Xubuntu[3].
- 15 lipca – Twttr został oficjalnie uruchomiony[1].
- 24 lipca – AMD przejęło ATI Technologies za 5,4 miliarda dolarów[1][4].
- 29 lipca – Intel wydał Intel Core 2 Extreme[1].
- 6 sierpnia – liczba kont na portalu MySpace przekroczyła 106 milionów[1].
- 7 sierpnia – Apple zaprezentowało pierwszy Mac Pro[1].
- 12 września – Apple wprowadziło iTV (później Apple TV)[1].
- 9 października – Google ogłosiło plan zakupu YouTube za 1,65 mld dolarów[1].
- 10 października – Pawieł Durow założył VKontakte (później VK)[1][5].
- 18 października – Microsoft wydał Internet Explorer 7[6].
- 24 października – Microsoft wydał Windows Defender[1].
- 11 listopada – Sony wydało PlayStation 3[1].
- 19 listopada – Nintendo wydało Wii[1].
- 30 listopada – Microsoft wydał system operacyjny Windows Vista dla przedsiębiorstw[1].
- 13 grudnia – Człowiekiem Roku tygodnika „Time” została społeczność internetowa określona zaimkiem „Ty”[1].
- Liczba użytkowników komunikatora internetowego Skype przekroczyła 100 milionów[1].
- Wydano Linux Mint[7].
- Powstał serwis społecznościowy Nasza-klasa[8].
- Na portalach Twitter, Netflix i Facebook wprowadzono sztuczną inteligencję do algorytmów reklamowych[9].